# Tony Gallopin
Tony Gallopin (Dourdan, 24 de maio de 1988) é um ciclista francês membro da equipa Lidl-Trek. Fez a sua estreia como profissional em 2008 na equipa francesa Auber 93.
É filho do antigo ciclista Joël Gallopin e sobrinho do diretor desportivo, Alain Gallopin. Esteve casado com a também ciclista profissional Marion Rousse até momento de uma rutura provocada pelo romance entre Marion e Julian Allaphilipe.

## Biografia
Estreiou em 2008 com a equipa Auber 93, após duas temporadas nesta equipa uniu-se ao Cofidis, le Crédit en Ligne em 2010; em junho desse ano, consegue a sua primeira vitória profissional na terceira etapa do Volta ao Luxemburgo num final ao sprint. Ao final da temporada de 2010, foi selecionado por Bernard Bourreau para participar no campeonatos do mundo em categoria sub-23 que tiveram lugar em Melbourne, Austrália.
Em 2011 ganhou uma etapa do Tour de Limusino e a Flèche d’Emeraude. Esta última ajudou a Gallopin coroar-se campeão da Copa da França de Ciclismo.
Na temporada de 2013 foi terceiro no Campeonato da França em Estrada. Depois ganharia a Clássica de San Sebastián numa escapada a falta de 15 km da meta, mantendo uma diferença de 28 segundos nos últimos quilómetros sobre seus perseguidores Valverde, Kreuziger, Nieve, Landa e Roche, conseguindo assim sua quinta vitória profissional, mas a primeira no UCI WorldTour.

## Palmarés
- 2008
  - Paris-Tours sub-23

- 2009
  - 2.º na contrarrelógio dos Jogos Mediterrâneos

- 2010
  - 1 etapa do Volta ao Luxemburgo

- 2011
  - Flèche d’Emeraude
  - 1 etapa do Tour de Limusino
  - Copa da França (ver nota)[8]

- 2013
  - 3.º no Campeonato da França em Estrada 
  - Clássica de San Sebastián

- 2014
  - 1 etapa do Tour de France

- 2015
  - 1 etapa da Estrela de Bessèges
  - 1 etapa da Paris-Nice
  - 2.º no Campeonato da França em Estrada

- 2016
  - 3.º no Campeonato da França Contrarrelógio 
  - 2.º no Campeonato da França em Estrada 
  - Grande Prêmio de Valônia

- 2017
  - 1 etapa da Estrela de Bessèges

- 2018
  - Estrela de Bessèges, mais 1 etapa
  - 2.º no Campeonato da França Contrarrelógio 
  - 1 etapa da Volta a Espanha

## Resultados em Grandes Voltas e Campeonatos do Mundo
| Corrida            | Corrida            | 2008 | 2009 | 2010 | 2011 | 2012 | 2013 | 2014 | 2015 | 2016 | 2017 | 2018 | 2019 | 2020 | 2021 | 2022 | 2023 |
| ------------------ | ------------------ | ---- | ---- | ---- | ---- | ---- | ---- | ---- | ---- | ---- | ---- | ---- | ---- | ---- | ---- | ---- | ---- |
|                    | Giro d'Italia      | —    | —    | —    | —    | —    | —    | —    | —    | —    | —    | —    | Ab.  | Ab.  | 60.º | —    | —    |
|                    | Tour de France     | —    | —    | —    | 79.º | Ab.  | 58.º | 29.º | 31.º | 71.º | 21.º | Ab.  | 56.º | —    | —    | 36.º | 86.º |
|                    | Volta a Espanha    | —    | —    | 89.º | —    | —    | —    | —    | —    | —    | —    | 11.º | —    | —    | —    | —    | —    |
| Mundial em Estrada | Mundial em Estrada | —    | —    | —    | 53.º | Ab.  | —    | 6.º  | 7.º  | —    | 13.º | 58.º | 23.º | —    | —    | —    | —    |

—: não participa

Ab.: abandono

## Equipas
- Auber 93 (2008-2009)
- Cofidis, le Crédit en Ligne (2010-2011)
- RadioShack (2012-2013)
- RadioShack-Nissan (2012)
- RadioShack Leopard (2013)
- Lotto (2014-2017)
- Lotto Belisol (2014)
- Lotto Soudal (2015-2017)
- AG2R (2018-2021)
- AG2R La Mondiale (2018-2020)
- AG2R Citroën Team (2021)
- Trek (2022-)
- Trek-Segafredo (2022-2023)
- Lidl-Trek (2023-)